# قلعاي عزيزون
قلعاي عزيزون هي بلدة في مقاطعة قزل تبه في ولاية نواوي في أوزبكستان.